# Medaglie d'Oro (metropolitana di Napoli)
Medaglie d'Oro è una stazione della linea 1 della metropolitana di Napoli.

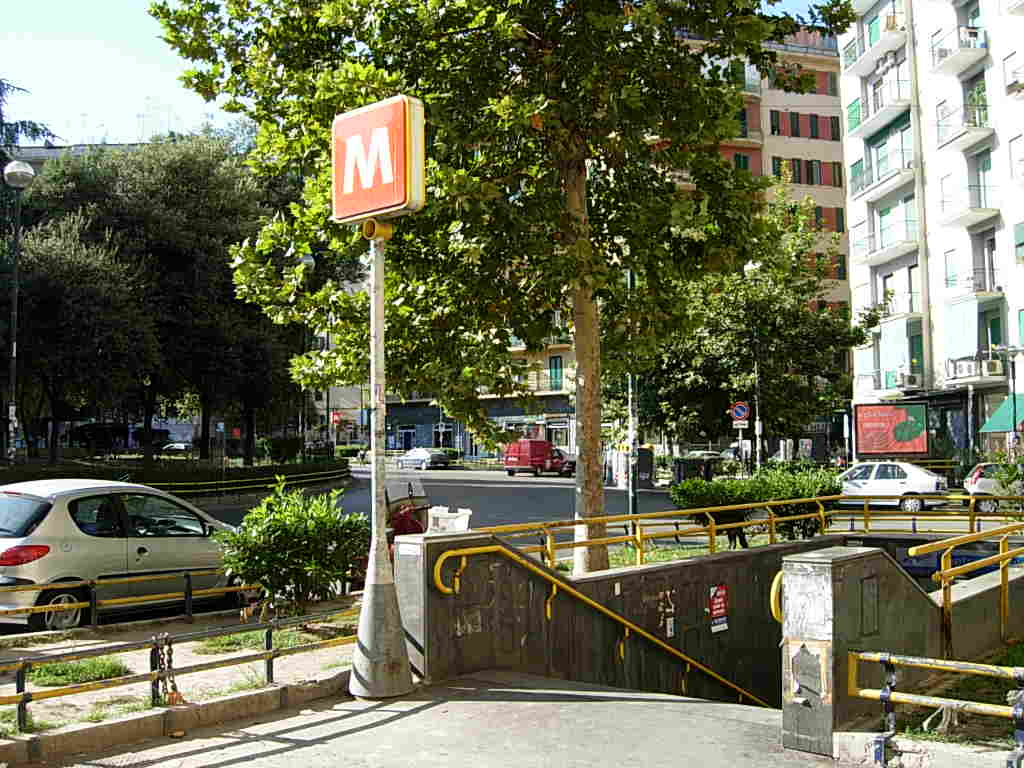
L'ingresso su piazza Medaglie d'Oro

## Storia
I lavori ebbero inizio nel 1977, ma furono in seguito interrotti e ripresero nel 1985, su progetto di Michele Capobianco e Daniele Zagaria. Entrò in servizio il 28 marzo 1993. La realizzazione della stazione ha comportato un investimento complessivo di circa 15,4 milioni di euro.

## Strutture e impianti
La stazione, in galleria, occupa una superficie di 5 932 m², con un'area di intervento pari a 11 900 m². La profondità della stazione è di 10 metri, presenta una pendenza del 5% e dispone di 7 impianti e 6 uscite (in origine sette, poi quella dell'aiuola centrale venne tombata negli anni 2010) poste nella piazza soprastante, più cinque ascensori (da NA 010 a NA 014).
La stazione è quella ad altitudine più bassa delle quattro presenti nel quartiere Arenella, nonché la più vicina al confine col quartiere Vomero.

## Servizi
La stazione dispone di:
- Biglietteria automatica

## Interscambi
- Fermata autobus